# Prostaglandina

Estrutura química de uma prostaglandina E1 (PGE1).

Prostaglandinas são sinais químicos celulares lipídicos similares a hormônios, porém que não entram na corrente sanguínea, atuando apenas na própria célula e nas células vizinhas (resposta parácrina). São produzidas por quase todas as células, geralmente em locais de dano tecidual ou infecção, pois estão envolvidos em lidar com lesões e doenças. Elas controlam os processos, tais como a inflamação, o fluxo de sangue, a formação de coágulos de sangue e a indução do trabalho de parto. Eles podem ser usados para tratar úlceras do estômago, glaucoma e doença cardíaca congênita em recém-nascidos.

## Síntese
São derivados enzimaticamente dos ácidos graxos poli-insaturados e têm importantes funções no organismo de um animal. A maioria é derivada do ácido araquidónico pela via metabólica da cascata do ácido araquidónico. Toda prostaglandina contém 20 átomos de carbono, incluindo um anel de 5 carbonos. Elas são mediadoras e possuem uma série de fortes efeitos fisiológicos; embora tecnicamente sejam hormônios, elas raramente são classificadas como tais.
As prostaglandinas, juntamente com os tromboxanos e as prostaciclinas formam a classe dos prostanoides, derivados de ácidos graxos; a classe dos prostanoides é uma sub-classe dos eicosanoides.
A cascata do ácido araquidónico ocorre por ação de diferentes enzimas como a ciclooxigenase (COX), lipooxigenase (LOX), o citocromo P-450, peroxidases, etc. A cicloxigenase dá origem a prostaglandinas, tromboxano A-II e prostaciclina (PGI2); a lipoxigenase dá origem aos ácidos HPETEs, HETE e a leucotrienos; o citocromo P-450 produz HETEs e hepóxidos (EETs).
A via pela qual o ácido araquidônico é metabolizado a eicosanoides depende do tecido, do estímulo, da presença de indutores ou inibidores endógenos e farmacológicos, entre outros.

## Funções

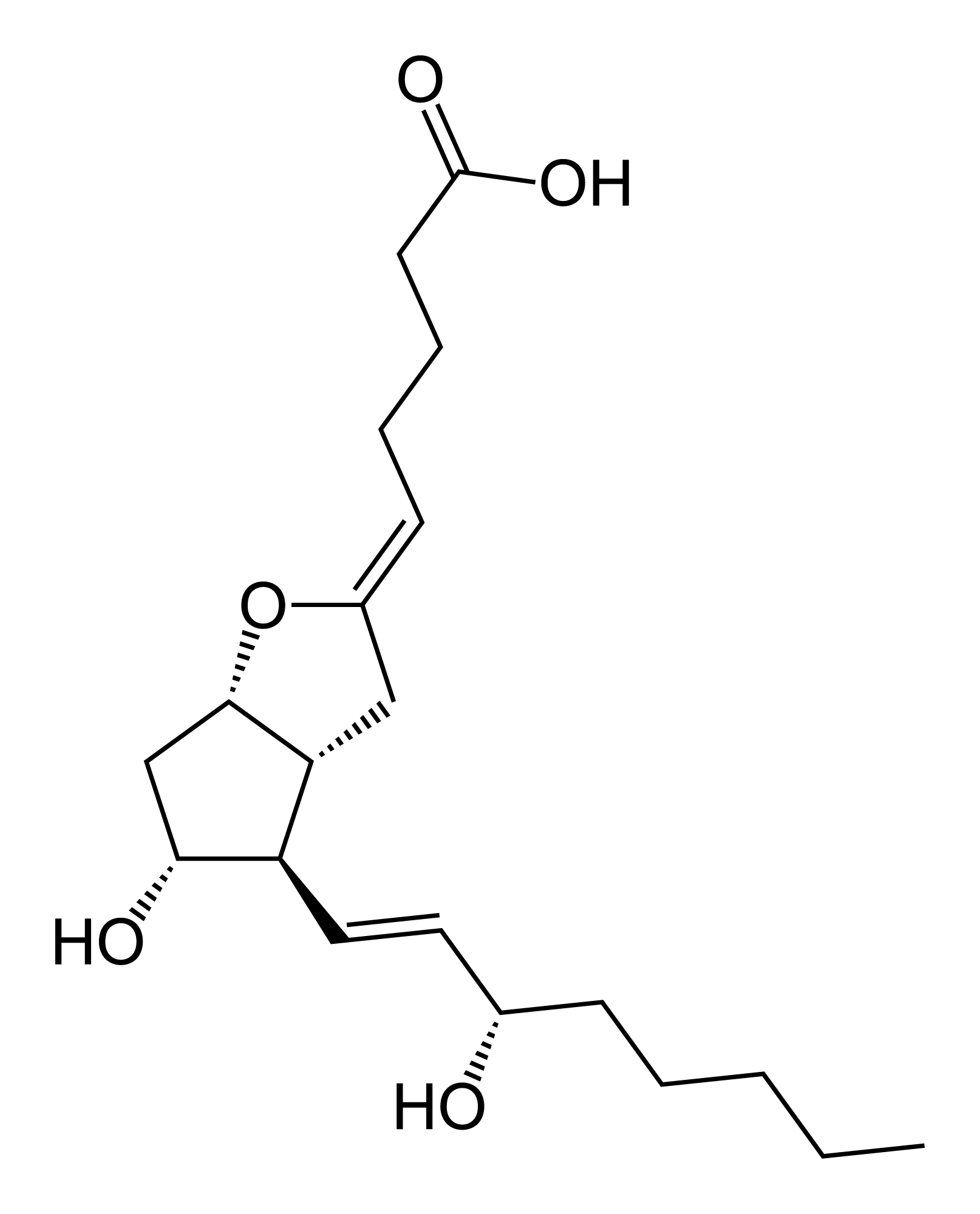
Prostaciclina 2D

As prostaglandinas causam uma maior permeabilidade capilar e também têm o poder da quimiotaxia, atraindo células como macrófagos especializadas na fagocitose de restos celulares resultantes durante o processo inflamatório.
São substâncias que agem como hormônios, porém não entram na corrente sanguínea, são produzidos por quase todas as células do corpo e atuam na própria célula e nas vizinhas. Sua ação varia de acordo com o receptor, sendo sua vida útil muito curta.
Sua síntese e liberação no endométrio feminino são regulados pelo:
- Estrógeno: estimula a síntese de prostaglandina
- Progesterona: inibe a liberação de prostaglandinas

Na gravidez o excesso de estrógeno, aumenta a concentração de prostaglandinas provocando a contração do endométrio, atuando junto com a oxitocina na expulsão do feto.

### Prostaglandina I2 ouprostaciclina
- Vasodilatação
- Inibição da agregação plaquetária
- Broncodilatação

### Prostaglandina E2 oudinoprostona
Seu efeito varia com o receptor:
Receptor de prostaglandina E1
- Broncoconstrição
- Contração do músculo liso gastrointestinal

Receptor de prostaglandina E2
inibição enzimática
- Broncodilatação
- Relaxamento do músculo liso gastrointestinal
- Vasodilatação

Receptor de prostaglandina E3
- Reduz secreção de ácido gástrico
- Aumenta secreção de muco no estômago
- Contração do útero durante a gravidez
- Contração do músculo liso
- Inibição da lipólise (quebra de gordura)
- ↑ Neurotransmissores autonomos[1]
- ↑ Resposta plaquetária dos seus agonistas[2]  e ↑ aterotrombose in vivo[3]

Inespecífico
- Dor[1]
- Febre

### Prostaglandina F2alfa
- Em animais fêmeas de grande porte é produzida pela porção endometrial do útero. A PGF2alfa é o agente responsável pela regressão do corpo lúteo, tal regressão estimula o crescimento folicular por causa dos níveis de FSH e LH que são aumentados. (Dukes - Fisiologia dos Animais Domésticos)
- Contração do Útero, induzindo o parto
- Broncoconstrição

## História e etimologia
O nome prostaglandina deriva de próstata. Quando as prostaglandinas foram isoladas pela primeira vez do sêmen em 1935 pelo fisiologista sueco Ulf von Euler, acreditava-se que fazia parte das secreções da próstata (na realidade as prostaglandinas são produzidas pelas vesículas seminais); posteriormente foi demonstrado que muitos outros tecidos segregam prostaglandinas por diferentes razões.
Em 1971 descobriu-se que drogas que continham o ácido acetilsalicílico (como a aspirina) inibiam a síntese de prostaglandinas. Os bioquímicos Sune K. Bergström, Bengt I. Samuelsson e John R. Vane receberam juntos o prêmio Nobel de Medicina por sua pesquisa sobre as prostaglandinas.